# Stippich
Der Stippich, von Stübich oder Holzfass, war ein Salzmaß in Schwäbisch Hall. Die Bezeichnung leitet sich von den Packfässern für Obst, Salz und Futter, den Stippichen, ab.
Es gab den großen Stippich mit 20 Meßle/Meß (640 Pfund) und den kleinen mit 10 Meßle/Meß (320 Pfund). Das Pfund hier ist das Württembergische Pfund nach der Maßordnung vom 30. November 1806 mit 467,5866 Gramm und korrigiert am 26. Dezember 1829 auf 467,7 Gramm.
- 1 Stippich = 20 Meßle/Meß
  - 1 Meßle/Meß = 32 Pfund